# دبليو سي دبليو ساترداي نايت
دبليو سي دبليو ساترداي نايت (بالإنجليزية: WCW Saturday Night) هو برنامج مصارعة تلفزيوني أسبوعي كانت تبثه قناة تي بي إس كل ليلة السبت من إنتاج منظمة ورلد تشامبيونشيب ريسلينغ (دبليو سي دبليو). تم إطلاق البرنامج في عام 1971 من قبل جورجيا تشامبيونشيب ريسلينغ، وقد كان موجودًا من خلال تجسيدات مختلفة تحت أسماء مختلفة قبل أن يصبح دبليو سي دبليو ساترداي نايت في عام 1992. ومع أنه كان العرض الأول لشركة المصارعة المدعومة من نظام تيرنر للبث إلا أن الأمر اختلف في سبتمبر 1995 عندما بدأ العرض الأول لبرنامج دبليو سي دبليو مونداي نايترو. استحوذت محطة شقيقة أخرى هي تي إن تي على مكانة العرض البارزة في الشركة، باعتباره كان المصدر الرئيسي لتطوير القصة والاستعداد لمباريات الدفع مقابل المشاهدة.
في عام 1998، تم تقليل مكانة العرض في الشركة بشكل أكبر من خلال ظهور دبليو سي دبليو ثاندر وصار البرنامج يُبث على تي بي إس حيث وفر المصارعة الثانوية وطور القصة التي أنتجها برنامج دبليو سي دبليو ساترداي نايت عقب تحول نايترو للبث لمدة ثلاث ساعات. وبعد أن كان حجر الزاوية لإمبراطورية المصارعة دبليو سي دبليو، انتهى البرنامج في عام 2000 حيث كافحت الشركة بشكل خلاق لتلبية متطلبات إنتاج أكثر من ست ساعات من مواد البث الجديدة على أساس أسبوعي. تعود حقوق دبليو سي دبليو ساترداي نايت الآن إلى دبليو دبليو إي نتيجةً شراء تلك الشركة عام 2001 لأصول مختارة من دبليو سي دبليو (بما في ذلك مكتبة الفيديو الخاصة بها).
تتوفر تسعة وخمسون حلقة من 1992 إلى 1993 تحت شعار دبليو سي دبليو ساترداي نايت على خدمة البث المباشر شبكة دبليو دبليو إي وشبكة بيكوك. تم تحميل بعض الحلقات السابقة من عام 1985 إلى 1989 تحت شعار بطولة العالم للمصارعة في عامي 2015 و 2016 وهي متوفرة أيضًا على شبكة دبليو دبليو إي.